# Laspeyria rectilinealis
Laspeyria rectilinealis är en fjärilsart som beskrevs av Ludwig Carl Friedrich Graeser 1888. Laspeyria rectilinealis ingår i släktet Laspeyria och familjen nattflyn. Inga underarter finns listade i Catalogue of Life.